# Theophilus Shepstone

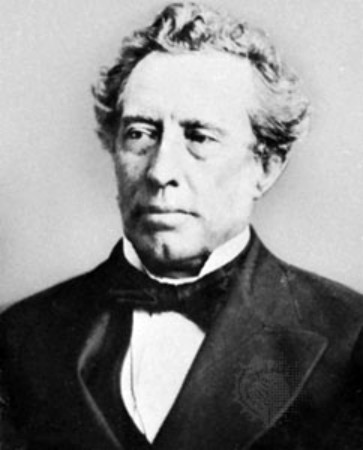
Theophilus Shepstone

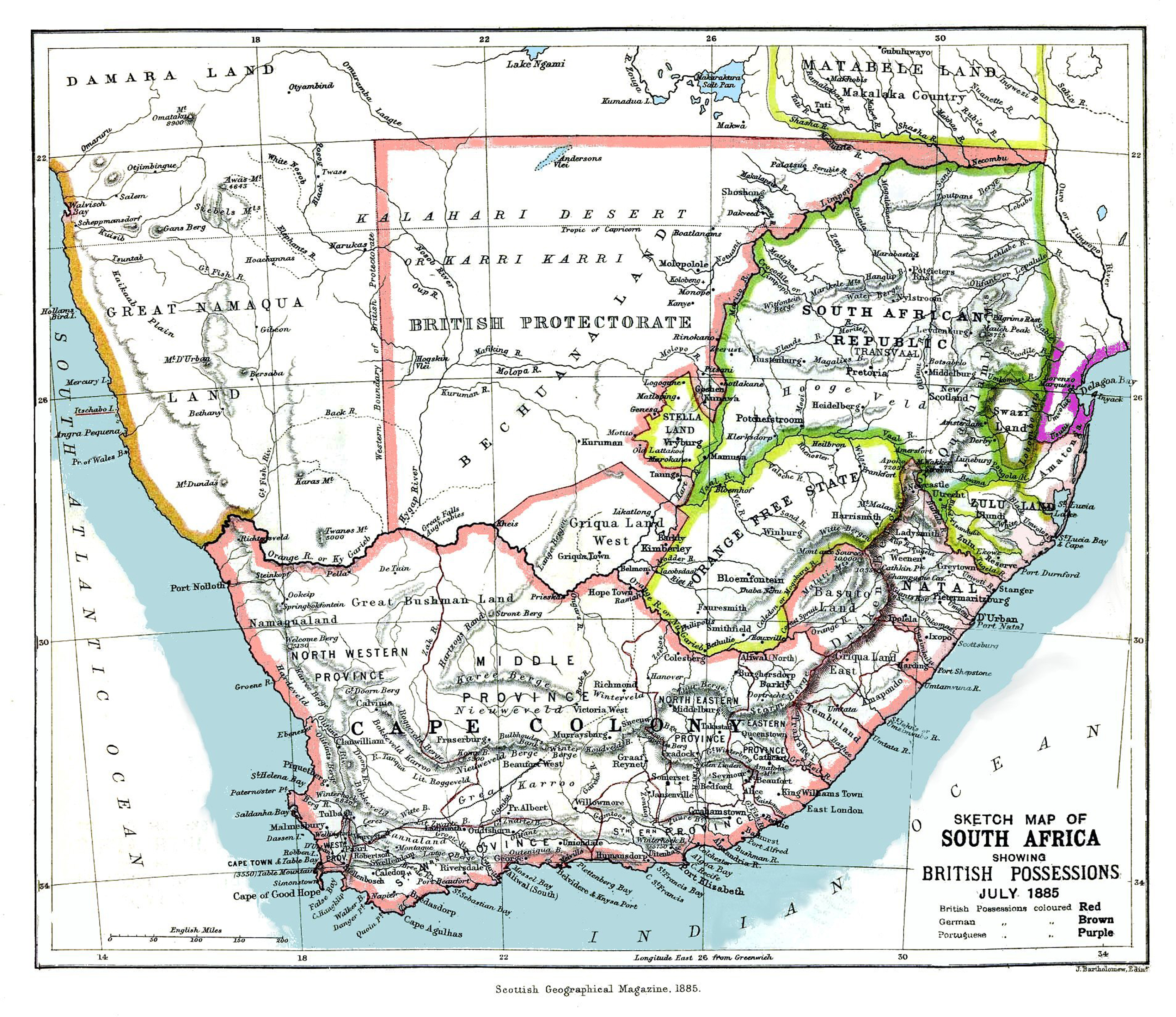
Die Gebiete Südafrikas 1885

Sir Theophilus Shepstone KCMG (* 8. Januar 1817 in Westbury-on-Trym in der Nähe von Bristol; † 23. Juni 1893 in Pietermaritzburg) war ein britisch-südafrikanischer Staatsmann, der 1877 für die Annexion des Transvaal an Großbritannien verantwortlich war.

## Kindheit und Jugend
Als Theophilus Shepstone drei Jahre alt war, wanderte sein Vater, der Priester William Theophilus, in die Kapkolonie aus. Shepstone wurde an den einheimischen Missionsstationen ausgebildet, an denen sein Vater arbeitete, und erwarb dort gute Kenntnisse in den indigenen Sprachen Südafrikas. Im Xhosa-Konflikt von 1835 diente er als Hauptquartierdolmetscher im Stab des Gouverneurs Sir Benjamin D’Urban und blieb am Ende des Feldzugs als Angestellter des Agenten der örtlichen Stämme an der Grenze.

## Wirken
1838 war er bei der Besetzung von Port Natal (später Durban) dabei. Von 1839 bis 1877 hatte er verschiedene höhere Verwaltungsposten in der Republik Natalia und der Kolonie Natal inne.
Bei seiner zweiten Dienstreise nach London 1876 wurde Shepstone vom 4. Earl of Carnarvon, dem damaligen Staatssekretär für die Kolonien, im Hinblick auf eine Föderation der südafrikanischen Staaten ermächtigt, Transvaal zu annektieren, falls er dies als erforderlich ansah, allerdings vorbehaltlich der Bestätigung der britischen Regierung.
Shepstone reiste im Januar nach Pretoria und verkündete am 12. April 1877 eine Proklamation, in der die Errichtung der britischen Autorität über den Transvaal angekündigt wurde. Der Transvaal hatte zu diesem Zeitpunkt keine funktionierende Regierung. Shepstone übernahm die Regierungsgeschäfte mit Hilfe von 25 Männern der „Natal Mounted Police“, ohne dabei auf große Widerstände zu stoßen. Shepstone blieb bis Januar 1879 als Administrator des Transvaal in Pretoria.
1879 wurde Shepstone abberufen, um das Kolonialamt in London in südafrikanischen Angelegenheiten zu beraten. Nach der Rückkehr nach Natal zog er sich 1880 aus allen öffentlichen Ämtern zurück. 1883 wurde er jedoch beauftragt, Cetshwayo als König im Zululand zu ersetzen.

## Persönliches
1833 heiratete er Maria Palmer, die Tochter von Charles Palmer, Generalkommissar in Kapstadt. Die beiden hatten sechs Söhne und drei Töchter. Shepstone lehnte Ideen einer Selbstverwaltung Natals ab.